# Csordapásztorok
Az egyik legrégebbi magyar betlehemező és karácsonyi ének. Szövege már Kisdi Benedek egri püspök 1651-ben kiadott Cantus Catholici című énekeskönyvének függelékében megtalálható. A dal a Nagyalföldről származik, ami ekkortájt török fennhatóság alatt állt. Feltehetően azért került a függelékbe, mert késve tudták eljuttatni Nagyszombatba, ahol a gyűjteményt szerkesztették.
Dallama Deák–Szentes: Kéziratos énekgyűjteményében már szerepel, melynek keletkezését 1741–1774 közé teszik. Gregorián ihletésű, sajátos magyar dallam: sem a gregoriánban, sem más népek zenéjében nincs rokonsága.
A csordapásztorok kifejezés az 1300–1400-as évek tájára tehető. A kifejezés ma már ezen az éneken kívül alig használatos.
Feldolgozás:
| Szerző        | Mire                | Mű                                      |
| ------------- | ------------------- | --------------------------------------- |
| Kocsár Miklós | női kar             | Ó, gyönyörűszép titokzatos éj! 6. kotta |
| Karai József  | gyerekkar, zongora  | Fel nagy örömre, 12. oldal              |
| Ludvig József | ének, gitárakkordok | Mennyből az angyal, 16. és 34. oldal    |

## Kotta és dallam
1) 
| Csordapásztorok, midőn Betlehemben 𝄆 csordát őriznek éjjel a mezőben. 𝄇 Isten angyali jövének melléjök, 𝄆 nagy félelemmel telék meg ő szívök. 𝄇 Örömet mondok, nagy örömet néktek, 𝄆 mert ma született a ti üdvösségtek. 𝄇 Menjetek el csak gyorsan a városba, 𝄆 ott találjátok Jézust a jászolban. 𝄇 Elindulának és el is jutának, 𝄆 Szűz Máriának jónapot mondának. 𝄇 Isten titeket hozott Uratokhoz, de nem szólhatok mostan szent Fiamhoz. 𝄇 Mert ő aluszik, nyugoszik pólyában, 𝄆 szénán bágyadoz a hideg jászolban. 𝄇 | Nem pihen ágyban, sem friss palotában, 𝄆 hanem jászolban, romlott istállóban. 𝄇 Serkentsd fel Jézust, szent Fiadat, nékünk, 𝄆 mert mi angyalok igéjére jöttünk. 𝄇 Üdvözlégy, Jézus, pásztorok pásztora, 𝄆 bűnös emberek megváltó szent ura. 𝄇 Kérünk tégedet, mi üdvözítőnket, 𝄆 sok bűneinkért meg ne utálj minket. 𝄇 Mária, te is könyörögj érettünk, 𝄆 hogy halálunkkor boldogok lehessünk. 𝄇 Dicsőség néked, örök Atyaisten, 𝄆 te kisded Jézus és Szentlélek Isten. 𝄇 |

## Felvételek
- 10 Csordapásztorok (Szent Karácsony). YouTube
- KH020 201012272006 CSORDA PÁSZTOROK. YouTube
- Csüllög Edina, Lakatos Katalin, Krajcsó Bence - Csordapásztorok. YouTube
- Andrejszki Judit - Csordapásztorok. YouTube